# Lycosa madagascariensis
Lycosa madagascariensis är en spindelart som beskrevs av Vinson 1863. Lycosa madagascariensis ingår i släktet Lycosa och familjen vargspindlar.
Artens utbredningsområde är Madagaskar. Inga underarter finns listade i Catalogue of Life.